# Bahnhof Bundenthal-Rumbach

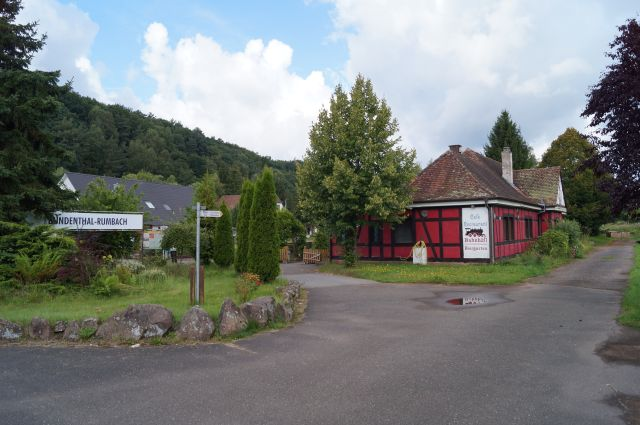
Bahnhofsgebäude, heute als Gaststätte genutzt

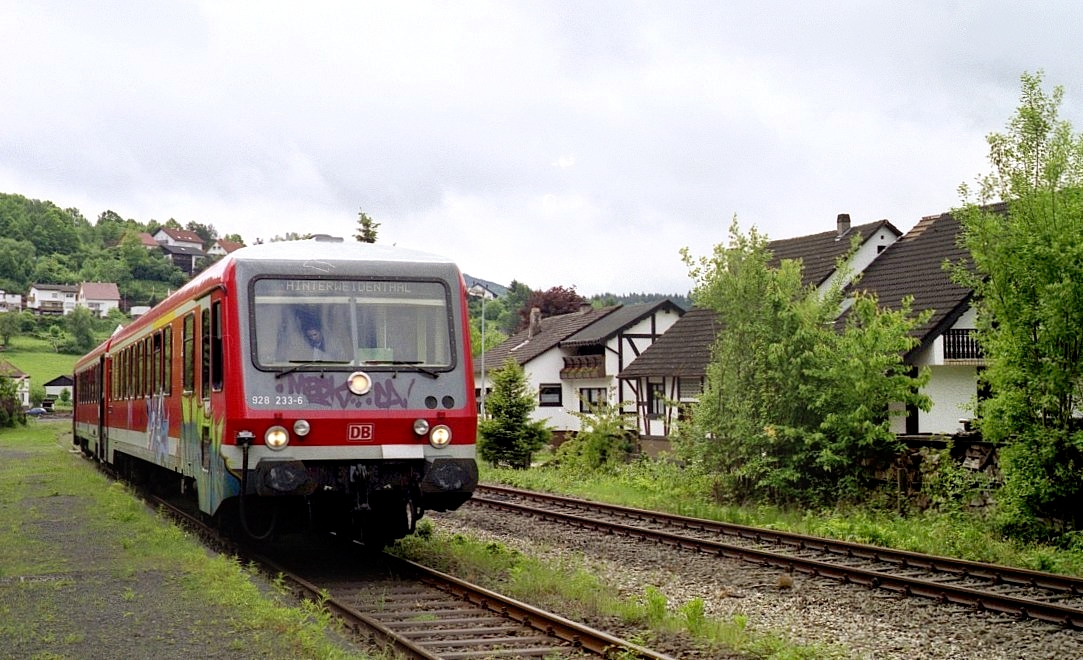
Dieseltriebwagen im Bahnhof Bundenthal-Rumbach am 18. Mai 2003

Der Bahnhof Bundenthal-Rumbach – zeitweise Bundenthal – ist der Bahnhof der rheinland-pfälzischen Ortsgemeinde Bundenthal. Er besitzt ein Bahnsteiggleis und ein Abstellgleis. Der Bahnhof liegt im Verbundgebiet des Verkehrsverbundes Rhein-Neckar (VRN) und gehört zur Tarifzone 220. Er wurde am 1. Dezember 1911 als Endbahnhof entlang der im Bahnhof Hinterweidenthal Ost beginnenden Wieslauterbahn eröffnet. Von 1921 bis 1930 war er zudem östlicher Endpunkt der aus Ludwigswinkel kommenden Wasgauwaldbahn.

## Lage
Der Bahnhof befindet sich am nordwestlichen Siedlungsrand von Bundenthal und nimmt eine Länge von insgesamt rund 400 Metern ein. Parallel zur Bahnstrecke, die aus nordnordwestlicher Richtung kommt, verläuft im Osten die Landesstraße 489, die zunächst mit der örtlichen Hauptstraße und nach der Einmündung der Bahnhofstraße mit letzterer identisch ist. Im Westen der Strecke verläuft die Industriestraße ebenfalls parallel zu den Gleisen. Die nahe Wieslauter bildet die Gemarkungsgrenze zur Nachbargemeinde Rumbach. Das Empfangsgebäude des Bahnhofs liegt beim Streckenkilometer 15,1, während das absolute Streckenende beim Kilometer 15,324 angesiedelt ist. Dieses wird von der Landesstraße 478 nach Rumbach markiert. Am rechten Ufer der Wieslauter, die südlich des früheren Bahnhofsgebäudes dem Streckenendpunkt nahekommt, befanden sich von 1921 bis 1930 die Gleisanlagen der Wasgauwaldbahn nach Ludwigswinkel.

## Geschichte

### Planung, Bau und Eröffnung
Die ersten Pläne, eine Bahnstrecke durch den pfälzischen Teil des Wasgaus zu errichten, sahen keinen Anschluss von Bundenthal vor. Nach dem Deutsch-Französischen Krieg fiel das benachbarte Elsass-Lothringen an das neu gegründete Deutsche Kaiserreich. Unmittelbar daraus resultierten von Seiten des elsässischen Weißenburg (vormals Wissembourg) Bestrebungen, eine dem internationalen Verkehr dienende Strecke entlang der Wieslauter über Dahn und Selz bis nach Rastatt zu errichten. Im Jahr 1873 wurde ein entsprechendes Komitee gegründet. Im selben Jahr konstituierte sich in Dahn ebenfalls ein Komitee, das eine Strecke entlang der Wieslauter projektierte. Parallel dazu legte die Direktion der Pfälzischen Eisenbahnen Pläne einer Bahnlinie von Hinterweidenthal nach Bergzabern vor, die überwiegend entlang der Lauter verlaufen sollte. Eine Verknüpfung mit einer Strecke nach Weißenburg war dadurch von vornherein mit einbezogen. Die negative Konjunkturlage der 1870er Jahre verhinderte jedoch die Realisierung der Pläne.
Erst in den 1890er Jahren lebten entsprechende Pläne wieder auf, wobei eine Streckenführung über Bundenthal erneut unklar war. Nachdem sich herausstellte, dass eine Querung des Wasgaus in Ost-West-Richtung zu teuer sein würde, fiel der Beschluss einer auf Höhe von Hinterweidenthal von der Bahnstrecke Landau–Rohrbach abzweigenden Bahnstrecke, die entlang der Wieslauter bis Bundenthal verlaufen sollte. Die Genehmigung erfolgte 1904. Sieben Jahre später, am 1. Dezember 1911, fand die Streckeneröffnung statt. Der Endbahnhof erhielt entsprechend seiner Bedeutung für die nahe Gemeinde Rumbach die Doppelbezeichnung „Bundenthal-Rumbach“.

### Weitere Entwicklung
Zunächst besaß der Bahnhof drei reguläre Gleise und ein Abstellgleis vor dem Bahnhofsgebäude. Später wurden die Gleisanlagen umgebaut, so dass neben zwei Umfahrgleisen im nördlichen Bahnhofsbereich noch ein Anschlussgleis vorhanden war.
1921 wurde der Bahnhof östlicher Endpunkt der schmalspurigen Wasgauwaldbahn aus Ludwigswinkel, die zunächst ausschließlich dem dort stationierten französischen Militär diente und deren Anlagen westlich von den Normalspurgleisen am anderen Ufer der Wieslauter entstanden. Ein Jahr später erfolgte die Eingliederung des Bahnhofs in die neu gegründete Reichsbahndirektion Ludwigshafen. 1924 wurde die Schmalspurstrecke für den regulären Personenverkehr freigegeben, jedoch bereits sechs Jahre später nach dem Abzug der französischen Truppen stillgelegt und abgebaut. 1935 stattete die die Reichsbahn den Bahnhof mit Bruchsaler Stellwerken und neuer Signaltechnik aus.
Im Zuge der Auflösung der Ludwigshafener Direktion wechselte er zum 1. April 1937 in den Zuständigkeitsbereich der Direktion Saarbrücken.

### Deutsche Bundesbahn
Die französische Besatzungsmacht ordnete den Bahnhof der Eisenbahndirektion Mainz zu, wie alle Bahnanlagen im nördlichen Teil ihrer Besatzungszone, aus dem dann das Land Rheinland-Pfalz gebildet wurde. Mit der Eisenbahndirektion Mainz kam der Bahnhof zur Deutschen Bundesbahn (DB). Am 26. September 1966 endete der reguläre Personenverkehr. Der an Sonn- und Feiertagen verkehrende Ausflugszug Bundenthaler blieb als Zugeständnis an die Bevölkerung, die gegen die Stilllegung vehement protestiert hatte, vorerst erhalten. Als Kuriosum endete letzterer trotz seines Namens zu dieser Zeit im Bahnhof Dahn, wo die Fahrgäste in einen bis Bundenthal-Rumbach führenden ebenfalls ausschließlich sonntags verkehrenden Zug aus Saarbrücken umsteigen mussten. 1968 zog die DB ihr Personal aus dem Bahnhof ab.

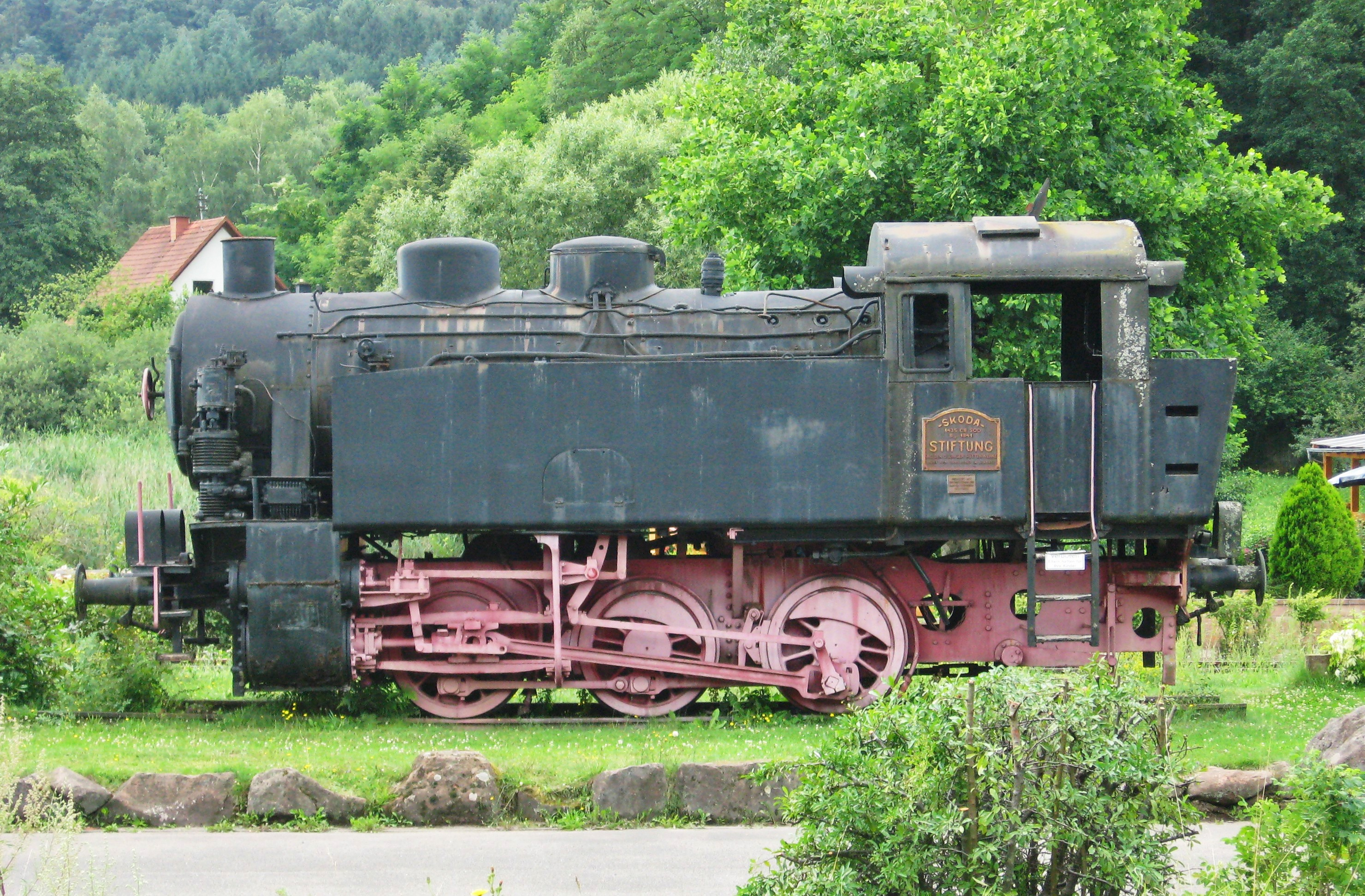
Denkmallokomotive Škoda 1435 Cs 500 der Dillinger Hütte

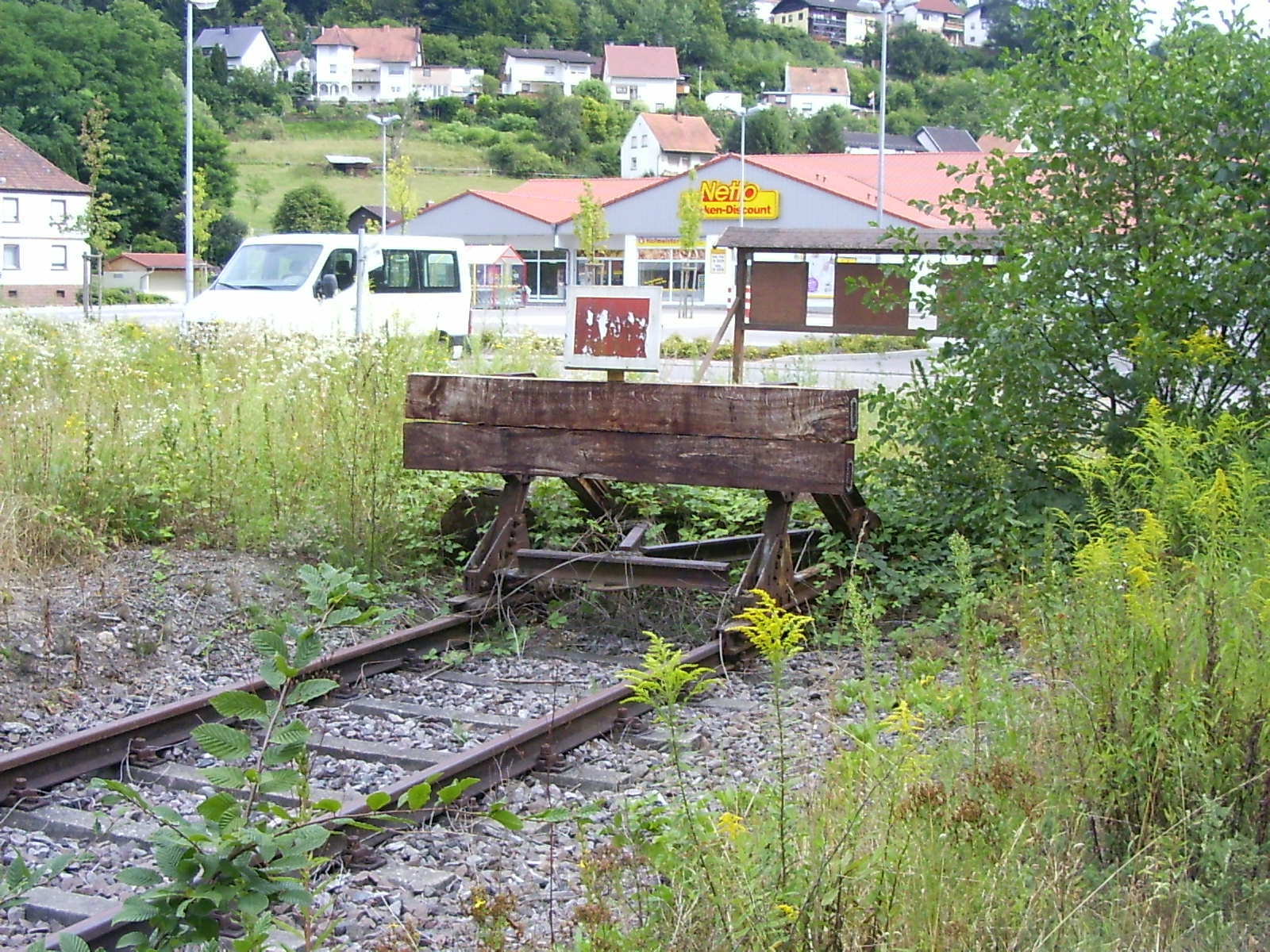
Prellbock am südlichen Bahnhofsende

Nachdem die DB den Abriss des Empfangsgebäudes bereits beschlossen hatte, gelang es zwei Unternehmern aus der Region, diese davon abzuhalten und stattdessen das Bauwerk in ein Restaurant umzuwandeln. 1972 gründete sich der Verein Fördergemeinschaft Wasgau e. V., dem es gelang, das Bahnhofsgebäude zu retten, das daraufhin durch ehrenamtliches Engagement renoviert wurde. Die Bundesbahn selbst bezuschusste diese Pläne in Form von 5000 DM; dieser Betrag war identisch mit den Kosten, die die Demontage des Bauwerks zur Folge gehabt hätten. Der Güterschuppen verschwand noch vor der Vereinsgründung. In der Folgezeit erwarb der Förderverein von der Dillinger Hütte eine 1941 gebaute Škoda-Industrielokomotive des Typs 1435 Cs 500, die 1972 am Bahnhofsvorplatz in Bundenthal aufgestellt wurde.
Im Zuge der schrittweisen Auflösung der Mainzer Direktion Anfang der 1970er Jahre war mit Wirkung zum 1. August 1971 erneut deren Pendant in Saarbrücken für den Bahnhof zuständig. Ab Ende der 1980er Jahre wurden die Gleisanlagen zurückgebaut. So existieren seither nur noch die Gleise 2 und 3, das frühere Gleis 1 am Hausbahnsteig wurde überbaut und ein Abstellgleis demontiert.

### Deutsche Bahn (seit 1994)
Zum 1. Juni 1997 wurde der Personenverkehr am Wochenende reaktiviert. In den Folgejahren wurde das Angebot auch auf Mittwoch  erweitert. Güterverkehr findet seit 1995 nicht mehr statt. Seit dem Jahr 2000 lag der Bahnhof wie die gesamte Westpfalz im Westpfalz-Verkehrsverbundes (WVV), ehe dieser sechs Jahre später im Verkehrsverbund Rhein-Neckar (VRN) aufging.
Anlässlich des 100-jährigen Jubiläums der Bahnstrecke, das am 9. September 2011 gefeiert wurde, fand am Bahnhof eine Ausstellung statt, die ihre Geschichte dokumentierte.

## Bauwerke
Beim Empfangsgebäude handelt es sich wie seine Pendants an den restlichen Bahnhöfen der Strecke um einen Fachwerkbau. Für den Bahnbetrieb selbst hat es keine Bedeutung mehr und dient inzwischen einem Gastronomiebetrieb. Früher bestand südlich des heutigen Streckenendpunkts und der Straße nach Rumbach ein Lokschuppen aus Fachwerk mit entsprechenden Anlagen zur Behandlung. Die von 1921 bis 1930 verkehrende Wasgauwaldbahn besaß ein eigenes Betriebswerk südlich der schmalspurigen Anlagen.

## Verkehr

### Personenverkehr
Der erste Fahrplan verzeichnete insgesamt vier Zugpaare. An Wochenenden war das Zugangebot meist etwas breiter gefächert.
Während der sechs Jahre, auf denen die schmalspurige Wasgauwaldbahn für den regulären Verkehr freigegeben worden war, umfasste deren Zugangebot sowohl gemischte als auch reine Personenzüge.
In den ersten Jahren nach der Reaktivierung der Personenbeförderung an Sonn- und Feiertagen 1997 verkehrten zwei Zugpaare, deren Anzahl später auf vier erhöht wurde. Im Fahrplanjahr 2021 verkehren samstags und sonntags jeweils fünf Zugpaare, mittwochs drei.

### Güterverkehr
Am Bahnhof gab es eine Güterhalle, die für Stückgut zuständig war. Im Güterverkehr selbst spielte vor allem der Holztransport eine große Rolle. Daneben wurde ebenso Getreide angeliefert. Nach der Einstellung des Personenverkehrs blieb der Bahnhof Bundenthal-Rumbach zunächst ein Gütertarifpunkt entlang der Strecke. Bis Ende der 1980er Jahre verfügte der Bahnhof über ein Ladegleis. Die Zahlen im Güterverkehr waren nach dem Zweiten Weltkrieg kontinuierlich rückläufig: Wurden 1972 3407 Tonnen Stückgut im Bahnhof empfangen, waren es zehn Jahre später nur noch 1959. Dasselbe Bild gab es beim Versand: 7209 Tonnen im Jahr 1972 standen 2636 Tonnen 1982 gegenüber.